# Decursio

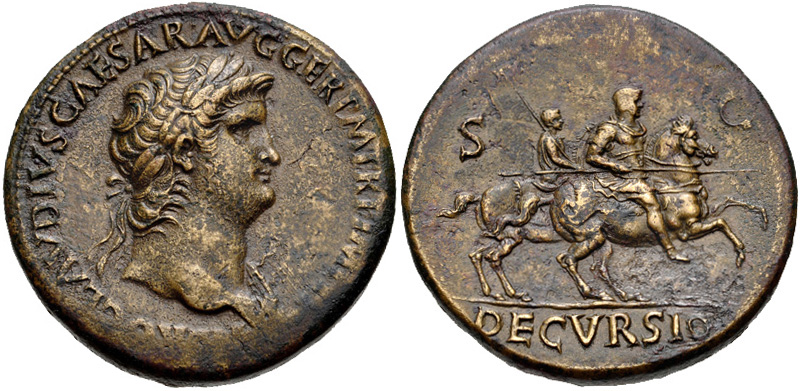
Decursio. Amb Neró dirigint els exercicis

Decursio era el nom llatí que designava les maniobres de l'exèrcit romà destinades a ensenyar, per fer llargues marxes, a les legions en un ordre determinat i completament armades, segons Titus Livi.
Aquestes maniobres podien consistir en una lluita simulada entre dues divisions de l'exèrcit. Amb els exèrcits permanents sota l'Imperi, aquestes maniobres es practicaven regularment. August i més tard Hadrià, van ordenar que la infanteria i la cavalleria marxés tres vegades al mes a deu milles del campament per tota mena de camins i per terrenys difícils, i després hi tornessin, completament armades i equipades. Flavi Renat Vegeci diu que aquest tipus de maniobra s'anomenava campicursio, i explica que els reclutes s'havien d'acostumar a cobrir en unes sis hores i mitja, a un ritme normal (militari gradu), la distància de vint mil passos, (uns 30 km), i també, a ritme accelerat (pleno gradu, qui citatior est), vint-i-quatre mil passos (uns 35 km). Escipió l'Africà va ordenar que les seves tropes fessin una decursio de quatre mil passos cada quatre dies. Suetoni anomena aquestes marxes amb el nom de campestris decursio. Maximí el Traci va ordenar que les maniobres es fessin cada cinc dies.

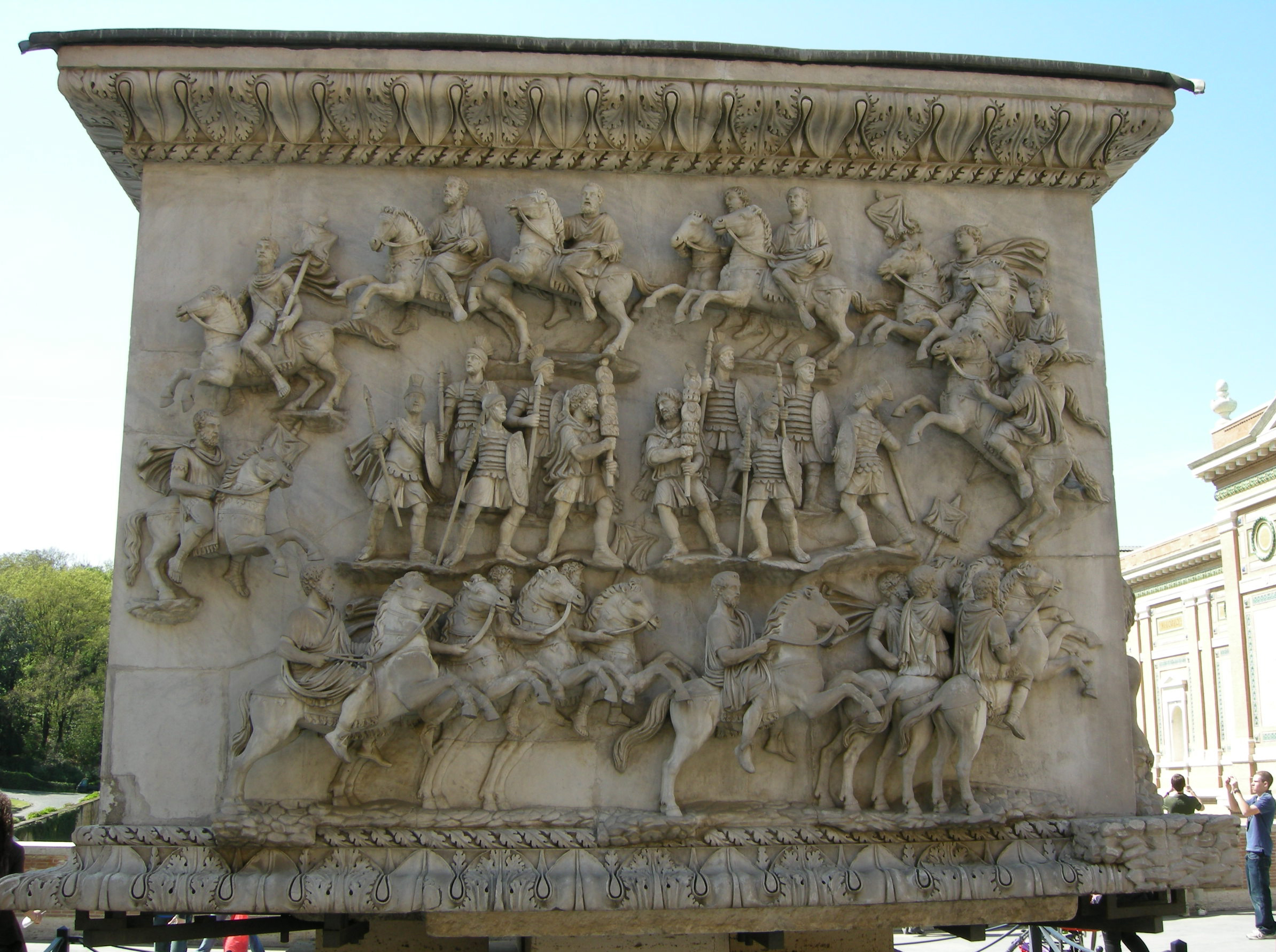
Base de la Columna d'Antoní Pius que mostra la decursio

Decursio també s'utilitzava per designar els honors militars pagats pels soldats en el funeral d'un general o de l'emperador, i en aquest sentit s'esmenta per primera vegada en relació amb el funeral de Tiberi Semproni Grac, cònsol l'any 212 aC, i mort durant la Segona Guerra Púnica, explica Titus Livi. Els soldats van marxar tres vegades al voltant de la pira funerària. A la base de la Columna d'Antoní Pius es representa aquest tipus de decursio.
La decursio que es mostra a les monedes de Neró probablement fa referència a les maniobres militars o a espectacles al circ on es presentaven lluites simulades.